# جزيرة كومودو

الطرف الشمالي لجزيرة كومودو

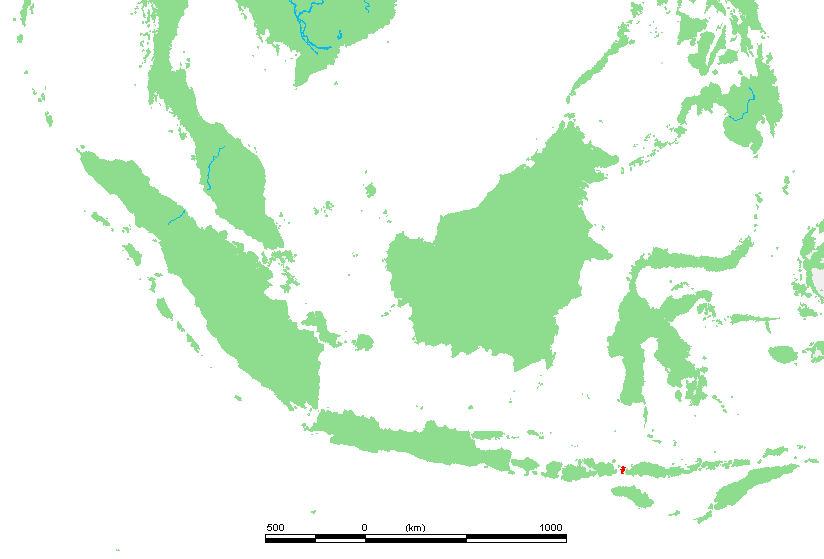
موقع الجزيرة ضمن إندونيسيا (أحمر).

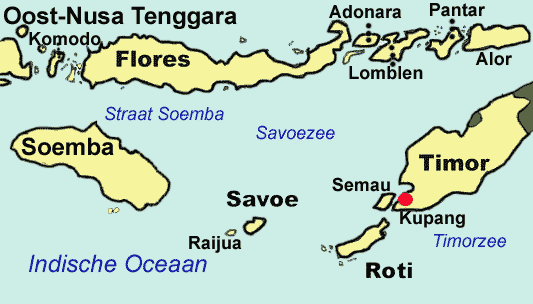
موقع جزيرة كومودو ضمن جزر مقاطعة نوسا تنقارا الشرقية في أعلى يسار الخريطة، وبذا فيها تقع غرب جزيرة فلوريس (إندونيسيا) وشرق جزيرة سامباوا

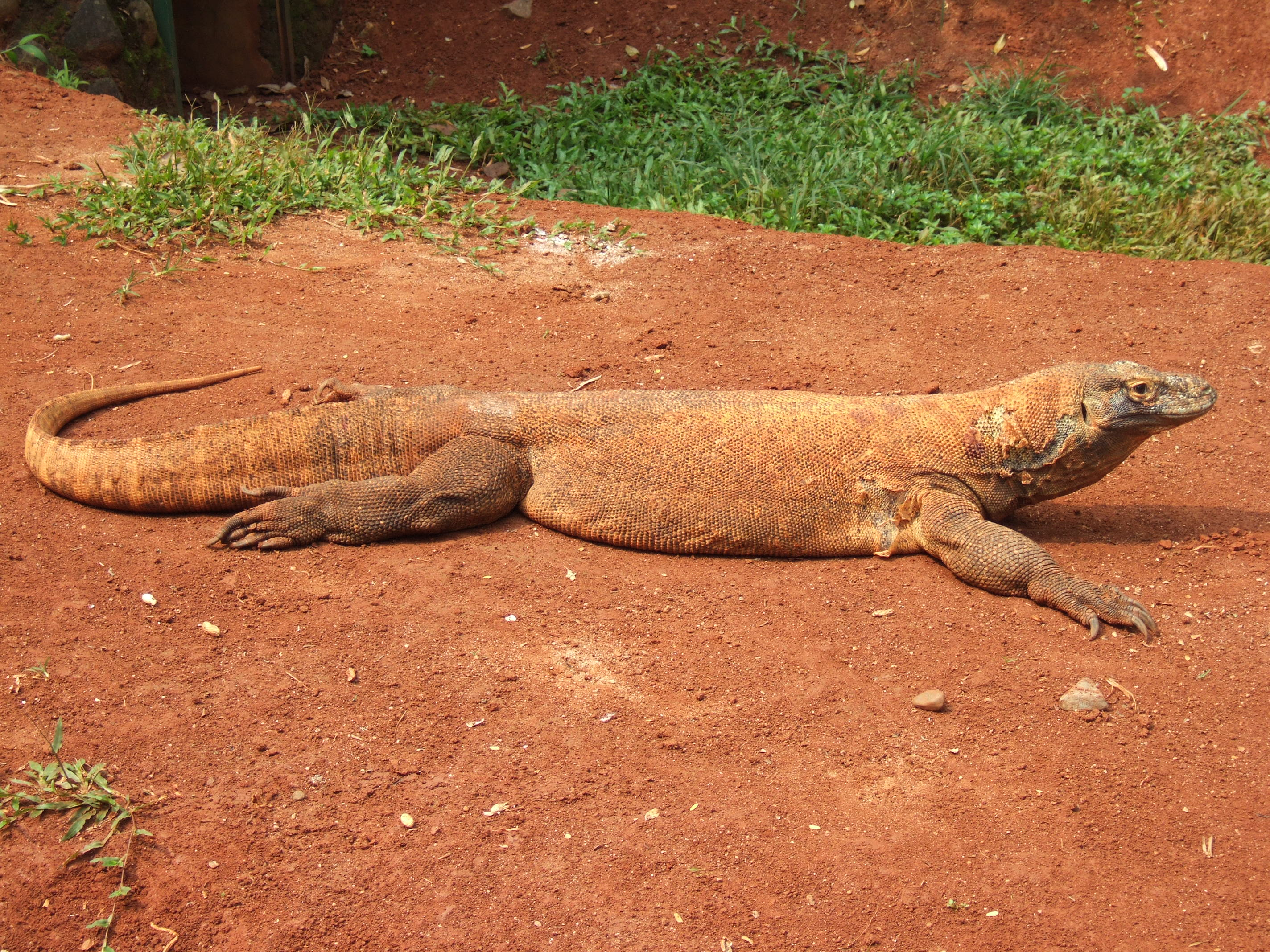
تنين كومودو

جزيرة كومودو هي واحدة من جزر إندونيسيا مساحتها 390 كم²، وسكانها أكثر من 2000 نسمة. سكان الجزيرة ينحدرون من المحكومين السابقين الذين تم نفيهم إلى الجزيرة والذين ترجع أصولهم من البوغيون من سولاوسي. أغلب السكان من المسلمين ولكن هناك أيضا أقليات مسيحية وهندوسية.
جزيرة كومودو جزء من سلسلة من جزر سوندا الصغرى وتمثل حديقة كومودو الوطنية اختيرت كأحد عجائب الدنيا السبع في 11 تشرين الثاني 2011. من أبرز معالم الجزيرة هو تنين كومودو. بالإضافة إلى ذلك، فالجزيرة وجهة سياحية للغوص.
إداريا، فالجزيرة تتبع مقاطعة نوسا تنقارا الشرقية.